# Українське товариство охорони птахів
Українське товариство охорони птахів — національна громадська організація, метою якої є природоохоронна діяльність. Заснована у 1994 році. Одна з наймасовіших та найактивніших у країні. Партнер BirdLife International. Діяльність товариства спрямована на захист рідкісних і зникаючих видів птахів, підтримку різноманіття видів шляхом збереження ключових для їхнього існування екосистем.
Основна мета діяльності Товариства — збереження видового різноманіття та кількісного багатства птахів України шляхом відновлення й забезпечення сталої охорони середовища їхнього існування.

## Діяльність
У межах своєї діяльності Товариство приділяє особливу увагу природному середовищу Полісся з акцентом на поліські болота, що не лише слугують середовищем існування великого загону лісо-болотяних птахів, зокрема рідкісних видів (журавля сірого, тетерука, лелеки чорного, підорликів великого і малого тощо), забезпечуючи їх місцями гніздування, годівлі, відпочинку під час міграцій, а й виконують надзвичайно важливу екологічну функцію пом'якшення проявів глобальних змін клімату в регіоні.
За 30 років існування Товариство реалізувало в Українському Поліссі низку проєктів, спрямованих на забезпечення сталого збереження поліських боліт шляхом розширення існуючих та створення нових природно-заповідних об'єктів (понад 30 тис. га), розширення мережі Смарагдових об'єктів (13 нових об'єктів загальною площею понад 170 тис. га), створення на унікальному лісо-болотному комплексі Рівненської і Житомирської областей Біосферного резервату «Центральне Полісся» (близько 600 тис. га), актуалізації регіональної екомережі Волинської, Рівненської, Житомирської областей; відновлення порушених людською діяльністю водно-болотних угідь у зоні Поліського заповідника в Житомирській області, заказника «Вовча гора» в Рівненській області та ін. Значну увагу приділено сприянню підвищення природоохоронних спроможностей природно-заповідних установ (Рівненського, Поліського, Древлянського, Черемського природних заповідників; національних природних парків «Припять-Стохід», «Нобельський», регіонального ландшафтного парку «Міжрічинський»), під охороною яких перебувають сотні тисяч гектарів заболочених угідь, надається матеріально-технічна й консультативна підтримка, розробляється менеджмент планів територій.
Попри розпочату РФ проти України 24 лютого 2022 року загарбницьку війну, діяльність Українського товариства охорони птахів у партнерському єднанні з природно-заповідними установами та активістами-природоохоронцями Полісся щодо відновлення та збереження поліських боліт триває задля світлого майбутнього України.